# Tabuaeran
Tabuaeran , cunoscut și sub numele de Insula Fanning sau Atolul Fanning, este una din Insulele Line centrale și parte din Kiribati. Este un atol localizat la 3°51′36″N 159°21′52″V / 3.86000°N 159.36444°V. Suprafața este de 33,73 km2, iar populația, în 2010, era de 1.960 de locuitori. Cota maximă este de aproximativ 3 m.

## Istorie
Aflată la 900 de mile distanță, Tabuaeran este una din cele mai apropiate „alunecări de teren” față de Hawaii. Atolul a fost posibil folosit ca o escală de către polinezieni. Artefactele care au fost descoperite indică posibile așezări timpurii ale oamenilor din Polinezia— probabil Insulele Cook sau Tonga.
Istoric vorbind, primul marinar cunoscut care a observat atolul Tahanea a fost căpitanul american Edmund Fanning al navei americane Betsy, pe 11 iunie 1798. La acel timp, atolul era nelocuit și, la fel ca toate Insulele Line, n-a avut o adevărată populație nativă. După Fanning, atolul a fost vizitat de vânătorii de balene de mai multe naționalități.
Înainte de 1855, căpitanul Henry English și 150 de muncitori din Manihiki s-au stabilit acolo și au început să producă ulei de cocos pentru export. El a pus insula sub protecția britanică când a fost vizitată de W.H. Morshead pe 16 octombrie 1855.
Insula Fanning a fost anexată oficial de Marea Britanie de către căpitanul William Wiseman pe 15 martie 1888. O deschidere adâncă, denumită ulterior Canalul Englez, a fost făcută în partea vestică a atolului. Tabuaeran a găzduit o stațiune pe cablul Trans-Pacific, între Canada și Australia, o parte din All Red Line, începând din 1902. Oficiul poștal al Insulei Fanning s-a deschis pe 29 noiembrie 1902. În septembrie 1914, în (Primul Război Mondial), cablul a fost bombardat de către un crucișător german, și a fost ușor deteriorat. O trupă de comando a mers la țărm pentru a finaliza distrugerea. În 1939, atolul a fost încorporat în colonia britanică a Insulelor Gilbert și Ellice. În 1979, atolul și-a proclamat independența, devenind parte a republicii Kiribati.

## Prezent
Tabuaeran a avut o populație de 2.539, conform recensământului din 2005. În principal, coloniștii gilbertezi au cumpărat din Kiribati, prin plantațiile Insulelor Fanning, copră pe care să o prelucreze în industrie. Capitala este Napari (Paelau) în nord-vest. Fosta capitală este Napia, în partea vestică, în sudul unei treceri în lagună. Celelalte sate sunt Tereitaki, în nord-vest, Aontena, o zonă de reinstalare la sud de Napia, și Manuku, o zonă de reinstalare în sud. Conform recensământului din 2010, populația a scăzut la 1.960.
| Nr. | Sat                             | Populația (recensământul din 2005) |
| --- | ------------------------------- | ---------------------------------- |
| 1   | Napari (Nabari)                 | 194                                |
| 2   | Tereitaki                       | 438                                |
| 3   | Betania                         | 260                                |
| 4   | Paelau (Napia, English Harbour) | 250                                |
| 5   | Aontenaa (Aontena)              | 177                                |
| 6   | Tenenebo                        | 461                                |
| 7   | Tereitannano (Tereitaki)        | 249                                |
| 8   | Aramari                         | 358                                |
| 9   | Mwanuku (Manuku)                | 152                                |
|     | Tabuaeran                       | 2,539                              |

Majoritatea produselor de export ale insulei sunt copra și alte lucruri precum coaja Cowrie, cuțite din dinți de rechin și timbre din Kiribati